# Säkerhetslager
Säkerhetslager eller buffertlager är ett lager med syftet att ett företag ska ha en buffert som förbättrar leveransförmågan vid oväntade leveransfördröjningar eller oväntade försäljningsökningar.